# Сельское поселение Пионерский
Сельское поселение Пионерский  — муниципальное образование в Шигонском районе Самарской области.
Административный центр поселения — посёлок Пионерский.

## Население
| 2010  | 2012  | 2013  | 2014  | 2015  | 2016  | 2017  |
| ----- | ----- | ----- | ----- | ----- | ----- | ----- |
| 1463  | ↘1433 | ↘1388 | ↘1365 | ↘1333 | ↗1347 | ↘1333 |
| 2018  | 2019  | 2020  | 2021  |       |       |       |
| ↘1307 | ↘1293 | ↗1298 | ↗1492 |       |       |       |

## Состав сельского поселения
| № | Населённый пункт | Тип населённого пункта          | Население |
| - | ---------------- | ------------------------------- | --------- |
| 1 | Кушниково        | село                            | 280       |
| 2 | Пионерский       | посёлок, административный центр | 1150      |
| 3 | Шигоны           | железнодорожная станция         | 33        |